# Dragon Gate USA
Dragon Gate USA (DGUSA) est une fédération indépendante de catch professionnel basée à Philadelphie aux États-Unis. Elle a été créée en 2009 comme expansion internationale de la compagnie japonaise, la Dragon Gate.

## Histoire
Le 15 avril 2009, la Dragon Gate a trouvé un accord avec Gabe Sapolsky (en) pour créer une expansion de la Dragon Gate aux États-Unis.
En juin 2009, la DGUSA signe un accord afin de pouvoir diffuser ses pay-per-view. En août 2009, la compagnie annonce qu'un accord a été signé avec The Fight Network afin de diffuser du contenu de la DGUSA à la télévision.
Le 28 novembre 2009, BxB Hulk devient le premier Open the Freedom Gate Champion à la suite d'un tournoi organisé lors de DGUSA Freedom Night. Ce championnat est le titre principal de la DGUSA.
Le 7 septembre 2010, la DGUSA annonce son partenariat avec Go Fight Live. Leur premier pay-per-view, Bushido: Way of the Warrior (rebaptisé plus tard Bushido: Code of the Warrior) s'est déroulé le 29 octobre suivant.
À la fin de 2010, la DGUSA annonce qu'une tournoi aura lieu pour couronner les premiers Open the United Gate Champions, qui est le titre par équipe. Le 13 décembre 2010, il est annoncé que le tournoi comptera quatre équipes et aura lieu du 28 janvier au 30 janvier 2011.
Le 25 novembre 2011, la DGUSA et la Evolve annoncent l'unification des deux fédérations, bien que les deux compagnies gardent les évènements distincts. Mais la Evolve reconnaît le Open the Freedom Gate Championship ainsi que le Open the United Gate Champions comme leurs championnats.

## Partenariats
La DGUSA bénéficie de plusieurs partenariat notamment avec :
- Chikara (depuis le 26 avril 2009)
- All American Wrestling (depuis le 15 juin 2009)
- Hybrid Wrestling (depuis le 15 juin 2009)
- Full Impact Pro (depuis le 28 septembre 2009)
- Jeff Peterson Memorial Cup (depuis le 13 octobre 2009)
- Women Supertsras Uncensored (depuis le 14 octobre 2009)
- Maximum Pro Wrestling (depuis le 3 mars 2010)
- Rampage Pro Wrestling
- Combat Zone Wrestling
- New York Wrestling Connection
- Insanity Pro Wrestling

## Championnats actuels
| Championnats                 | Champion(s)                     | Anciens champion(s) | Date de victoire | Lieu               |
| ---------------------------- | ------------------------------- | ------------------- | ---------------- | ------------------ |
| Evolve Championship          | Timothy Thatcher                | Drew Galloway       | 10 juillet 2015  | Ybor City, Floride |
| Evolve Tag Team Championship | Drew Galloway et Johnny Gargano | Inaugural           | 24 janvier 2016  | Orlando, Floride   |

### Titre désactivé
| Championnat                        | Dernier champion                     | Retirer le   | Lieu             |
| ---------------------------------- | ------------------------------------ | ------------ | ---------------- |
| Open The United Gate Championship  | Ronin (Johnny Gargano et Rich Swann) | 30 mai 2015  | Queens, New York |
| Open the Freedom Gate Championship | Timothy Thatcher                     | 15 août 2015 | Queens, New York |

### Open The United Gate Championship

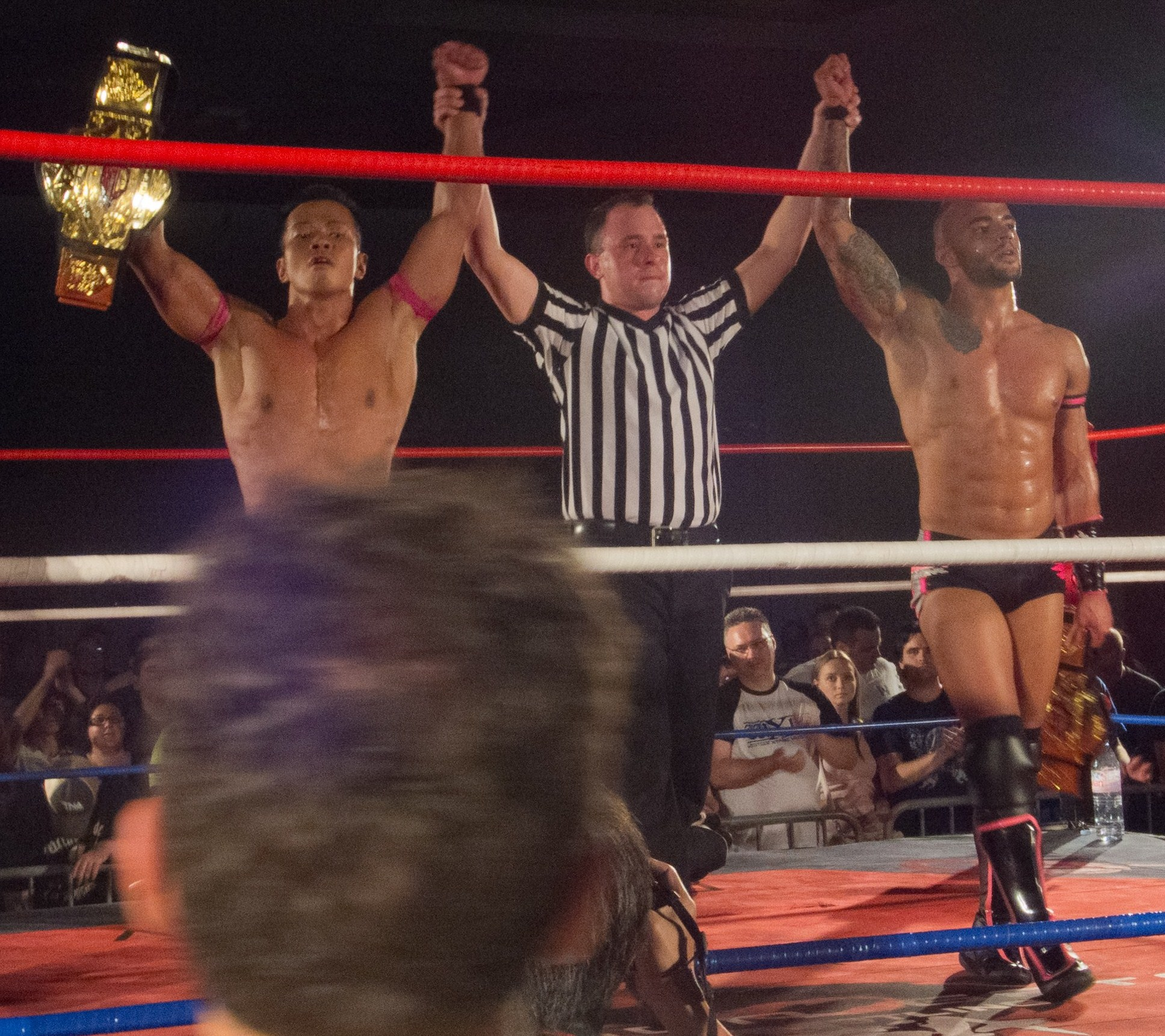
Yoshino et Ricochet lors de leur consécration (2012)

Open The United Gate Championship est le titre actuellement utilisé à la fédération de la Dragon Gate USA. Il a été créé le 30 janvier 2011.

#### Historique des règnes
| #  | Champion                                                                | Nombre de règnes | Date              | Jours     | Lieu                   | Évènement                   | Notes |
| -- | ----------------------------------------------------------------------- | ---------------- | ----------------- | --------- | ---------------------- | --------------------------- | --- |
| 1. | WORLD-1 (Masato Yoshino et PAC)                                         | 1                | 30 janvier 2011   | 224 jours | Union City, New Jersey | United: Finale              | |
| 2. | Blood Warriors (Cima et Ricochet)                                       | 1                | 11 septembre 2011 | 172 jours | Milwaukee, Wisconsin   | Way of the Ronin 2011       | |
| _  | Vacant                                                                  | 1                | 30 mars 2012      | _         | Miami, Floride         | Open the Ultimate Gate 2012 | |
| 3. | WORLD-1 International (Masato Yoshino et Ricochet)                      | 1                | 30 mars 2012      | 83 jours  | Miami, Floride         | Open the Ultimate Gate 2012 | |
| _  | Vacant                                                                  | 2                | 21 juin 2012      | _         | _                      | _                           | |
| 4. | AR Fox et Cima                                                          | 1                | 29 juillet 2012   | 251 jours | Chicago, Illinois      | Enter the Dragon 2012       | |
| 5. | The Young Bucks                                                         | 1                | 6 avril 2013      | 224 jours | Secaucus, New Jersey   | Open the Ultimate Gate 2013 | |
| 6. | The Bravado Brothers (Harlem Bravado et Lancelot Bravado)               | 1                | 16 novembre 2013  | 302       | Queens, New York       | Fearless 2013               | |
| 7. | The Premier Athlete Brand (Anthony Nese, Caleb Konley et Trent Baretta) | 1                | 14 septembre 2014 | 216       | Brooklyn, New York     | Evolve 35                   | Anthony Nese et Caleb Konley battent les Bravado Brothers dans un match à l'élimination à trois équipes, impliquant également AR Fox et Rich Swann. Ils défendent le titre avec Baretta sous la règle Freebird. |
| 8. | Ronin (Johnny Gargano et Rich Swann)                                    | 1                | 18 avril 2015     | 42        | Orlando, Floride       | Evolve 42                   | Battent Nese et Konley. |
| _  | Désactivé                                                               | _                | 30 mai 2015       | _         | Queens, New York       | Evolve 43                   | Gargano met vacant et retire les titres. |

#### Règnes combinés
Au 16 janvier 2016
| Rang | Catcheur                                                                | Règne | Jours combinés |
| ---- | ----------------------------------------------------------------------- | ----- | -------------- |
| 1.   | The Bravado Brothers (Harlem Bravado et Lancelot Bravado)               | 1     | 302            |
| 2.   | AR Fox et Cima                                                          | 1     | 251 jours      |
| 3.   | The Young Bucks                                                         | 1     | 224 jours      |
| 4.   | WORLD-1 (Masato Yoshino et PAC)                                         | 1     | 224 jours      |
| 5.   | The Premier Athlete Brand (Anthony Nese, Caleb Konley et Trent Baretta) | 1     | 216            |
| 6.   | Blood Warriors (CIMA et Ricochet)                                       | 1     | 201 jours      |
| 7.   | WORLD-1 International (Masato Yoshino et Ricochet)                      | 1     | 83 jours       |
| 8.   | Ronin (Johnny Gargano et Rich Swann)                                    | 1     | 42             |

## Événements annuels
- Heat
- Open the Ultimate Gate
- Mercury Rising
- Untouchable
- Enter the Dragon
- Fearless
- Uprising
- Freedom Night

## Sources
- (en) Cet article est partiellement ou en totalité issu de l’article de Wikipédia en anglais intitulé « Dragon Gate USA » (voir la liste des auteurs).